# Malanquilla
Malanquilla ist ein nordspanischer Ort und eine Gemeinde (municipio) mit 73 Einwohnern (Stand: 2024) im Westen der Provinz Saragossa und der Autonomen Region Aragonien. Der Ort gehört zur bevölkerungsarmen Serranía Celtibérica. 

## Lage und Klima
Malanquilla liegt etwa 125 Kilometer (Luftlinie) westsüdwestlich von Saragossa in einer Höhe von 1000 m. 
Das Klima ist gemäßigt bis warm; der eher spärliche Regen (ca. 447 mm/Jahr) fällt mit Ausnahme der eher trockenen Sommermonate übers Jahr verteilt.

## Bevölkerungsentwicklung
| Jahr      | 1970 | 1981 | 1991 | 2001 | 2011 | 2021 |
| Einwohner | 177  | 141  | 136  | 116  | 130  | 95   |

Die Mechanisierung der Landwirtschaft, die Aufgabe bäuerlicher Kleinbetriebe und der damit verbundene Verlust von Arbeitsplätzen führten seit der Mitte des 20. Jahrhunderts zu einem deutlichen Rückgang der Bevölkerung (Landflucht).

## Sehenswürdigkeiten
- Himmelfahrtskirche (Iglesia de Nuestra Señora de la Asunción)
- Marienkapelle (Ermita de Santa María)
- Turmruine als Rest der Wüstung La Calderuela
- Windmühle

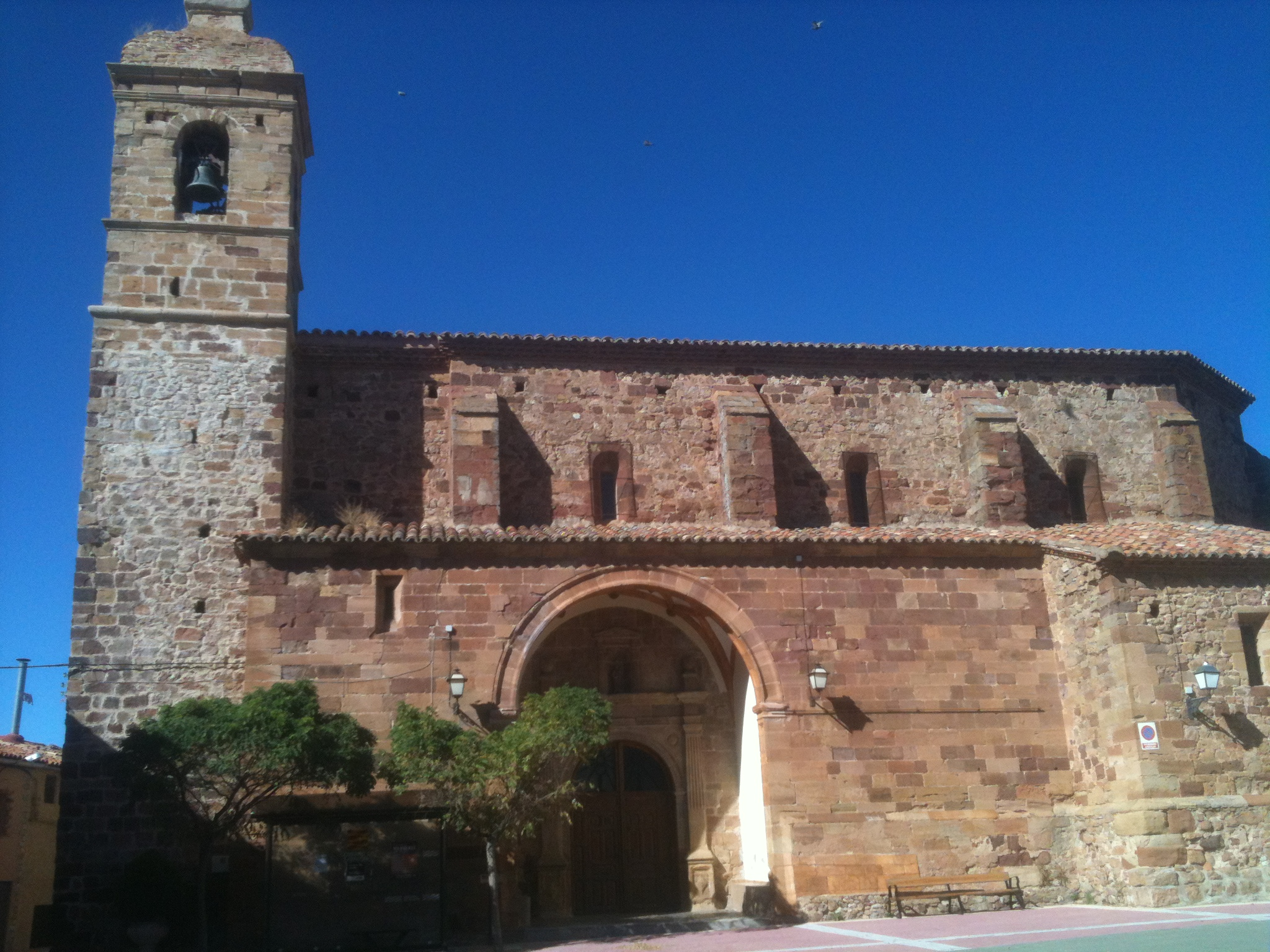
Himmelfahrtskirche
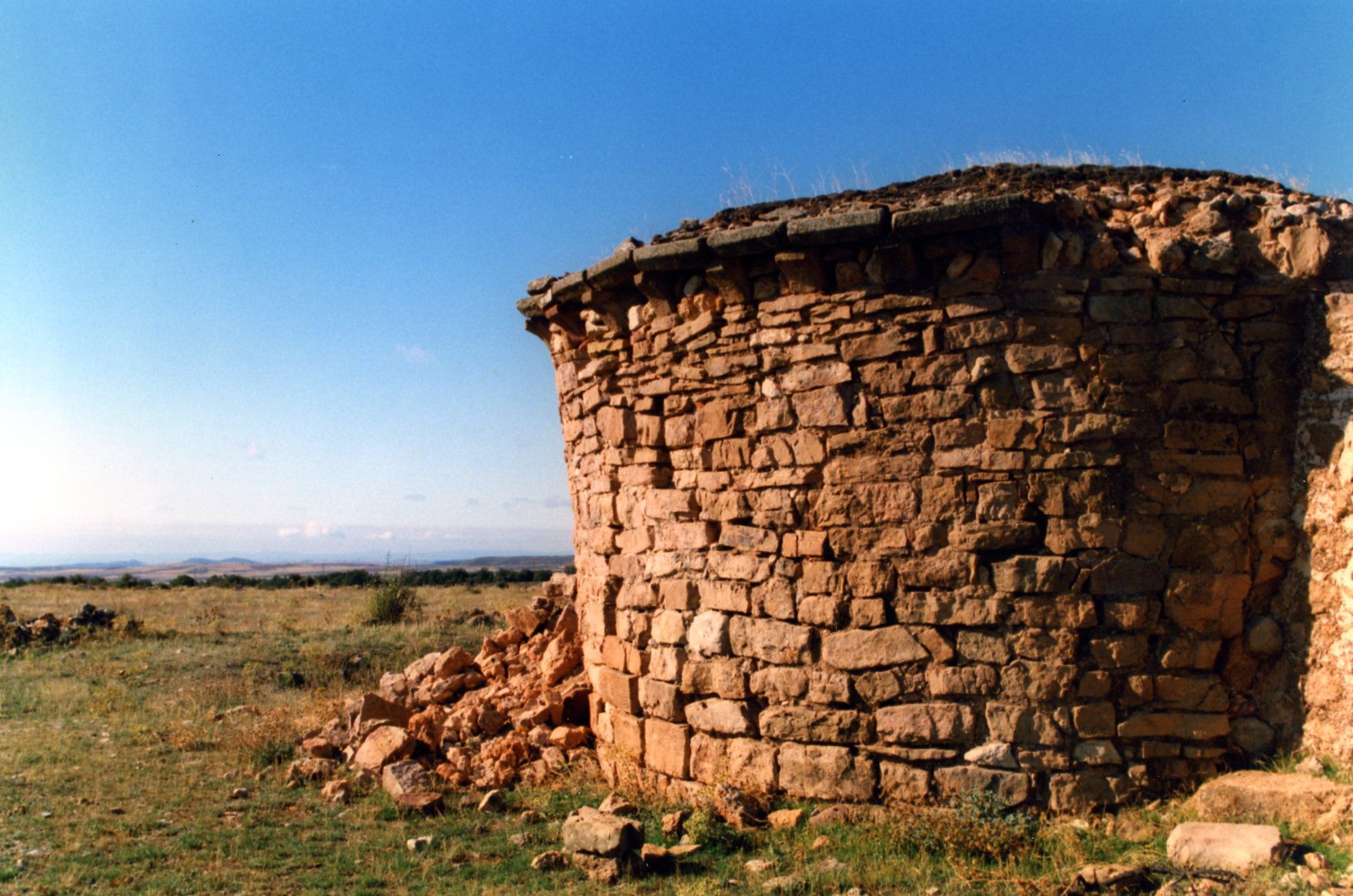
Marienkapelle
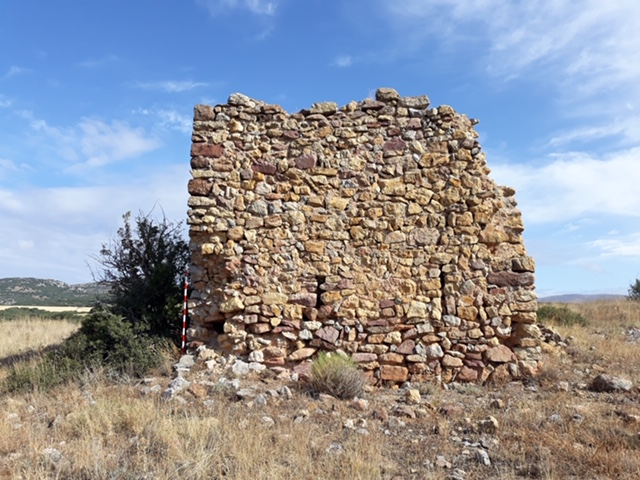
Turmruine
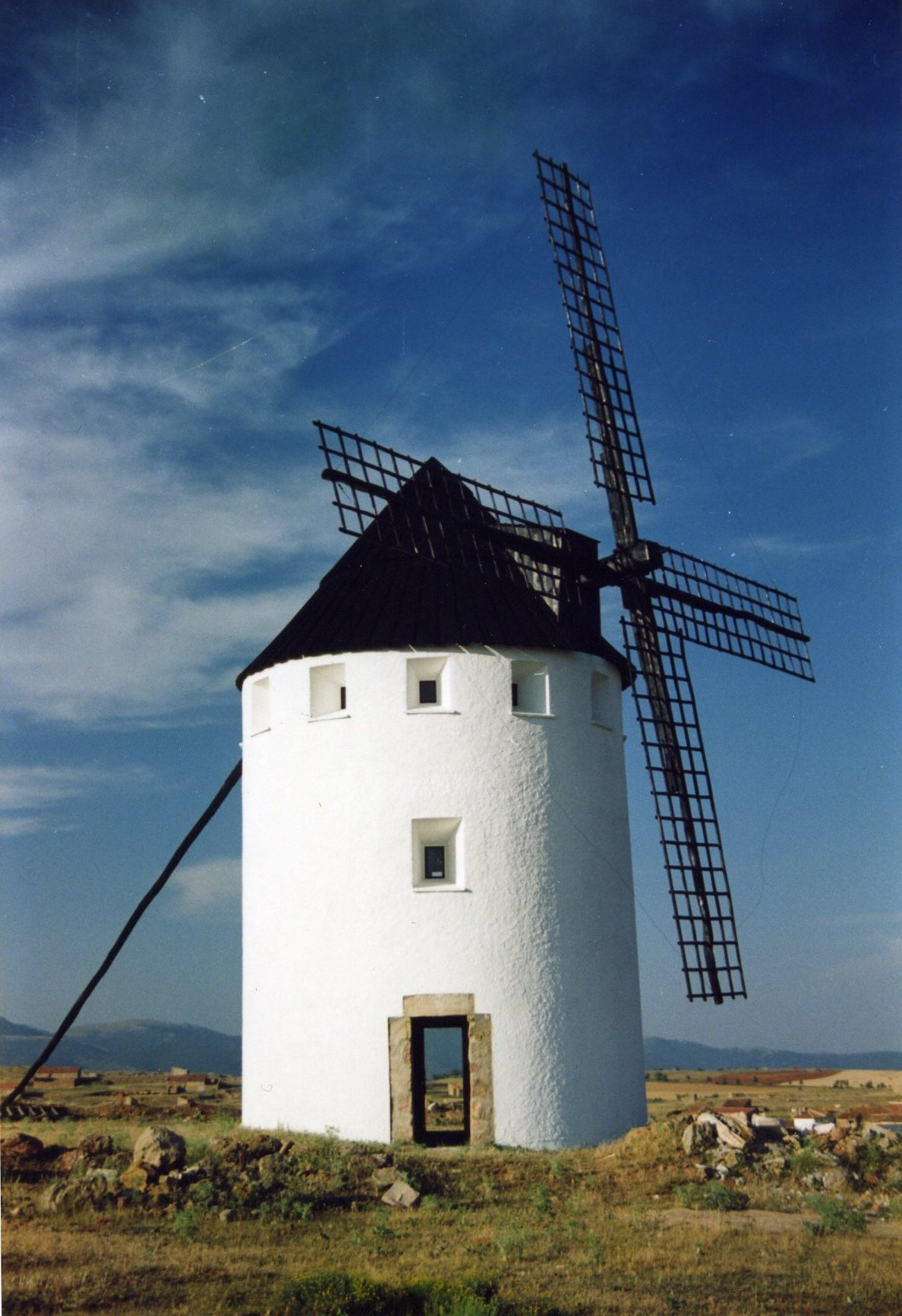
Windmühle
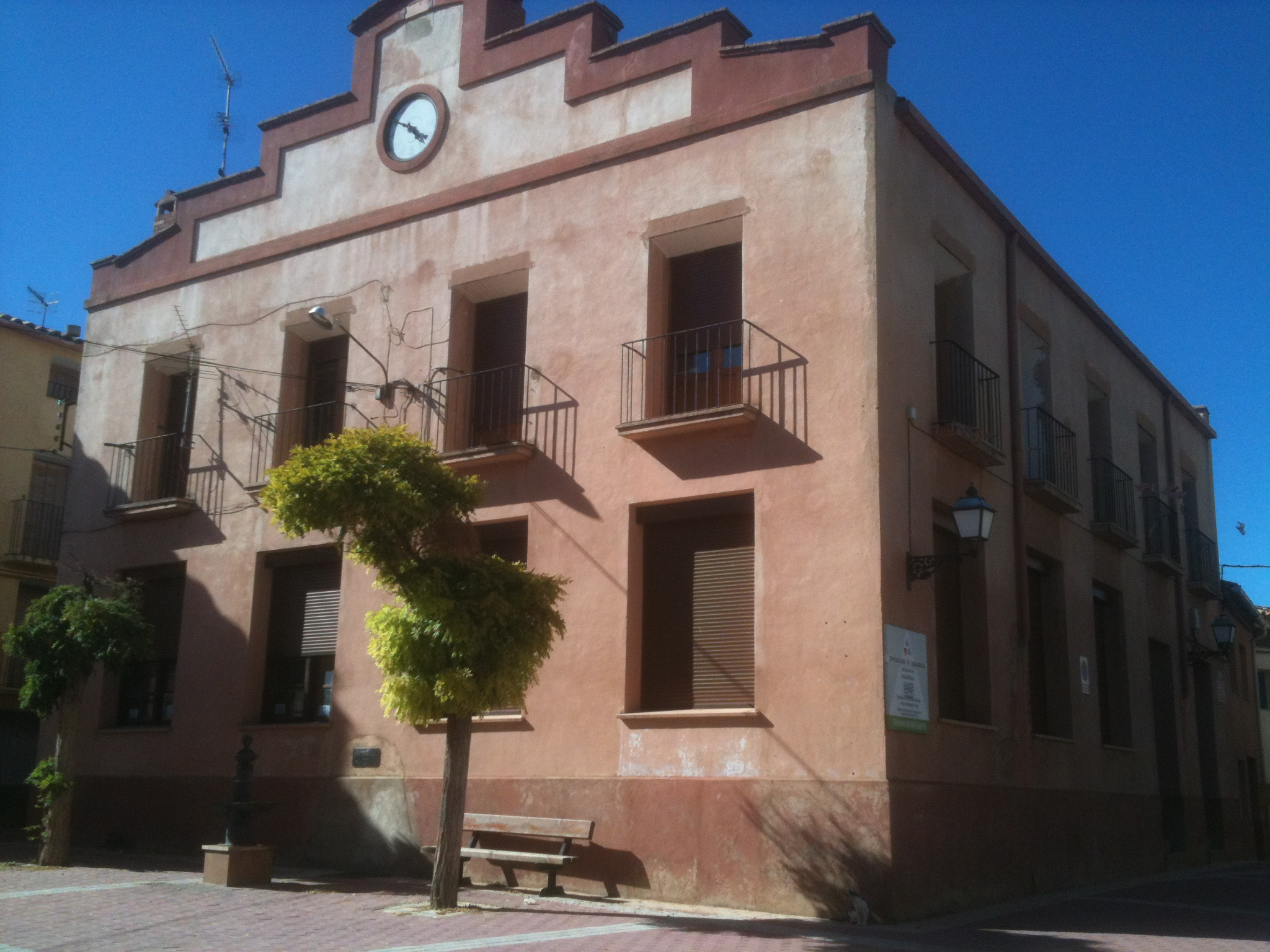
Rathaus